# ایزوهومولون
ایزوهومولون (به انگلیسی: Isohumulone) با فرمول شیمیایی C۲۱H۳۰O۵ یک ترکیب شیمیایی با شناسه پاب‌کم ۹۳۰۹۰ است. که جرم مولی آن ۳۶۲٫۴۶ g/mol می‌باشد. 